# Seattle Sounders 1975
Questa pagina raccoglie i dati riguardanti i Seattle Sounders nelle competizioni ufficiali della stagione 1975.

## Stagione
La franchigia dei Sounders, sempre affidata all'inglese naturalizzato statunitense John Best venne rinforzata da alcuni giocatori di provenienza britannica, come Arfon Griffiths, Paul Crossley e Mike England, riuscendo a raggiungere i play-off per il titolo. La corsa al titolo si fermò però già ai quarti, eliminati dai futuri finalisti del Portland Timbers.

## Organigramma societario
Area direttiva
- General Manager: Jack Daley
- Managing General Partner: Walt Daggatt
- Public Realtions Director: Tim Haag

Area tecnica
- Allenatore: John Best
- Trainer: Frank Furtado

## Rosa
| N. |                        | Ruolo | Calciatore        |
| -- | ---------------------- | ----- | ----------------- |
| 1  | Inghilterra (bandiera) | P     | Barry Watling     |
| 2  | Stati Uniti (bandiera) | D     | David D'Errico    |
| 3  | Galles (bandiera)      | D     | Arfon Griffiths   |
| 4  | Inghilterra (bandiera) | C     | Tommy Baldwin     |
| 5  | Galles (bandiera)      | D     | Mike England      |
| 6  | Scozia (bandiera)      | D     | Jimmy Gabriel     |
| 7  | Inghilterra (bandiera) | C     | Roy Sinclair      |
| 8  | Inghilterra (bandiera) | A     | Dave Butler       |
| 9  | Uruguay (bandiera)     | A     | Cirilio Fernandez |
| 10 | Paesi Bassi (bandiera) | C     | Hank Liotart      |
| 11 | Inghilterra (bandiera) | A     | Paul Crossley     |
| 12 | Inghilterra (bandiera) | D     | Alan Stephens     |
| 13 | Stati Uniti (bandiera) | A     | Tim Logush        |
| 14 | Stati Uniti (bandiera) | D     | Manny Matos       |

| N. |                        | Ruolo | Calciatore         |
| -- | ---------------------- | ----- | ------------------ |
| 15 | Inghilterra (bandiera) | D     | Bernie Fagan       |
| 16 | Inghilterra (bandiera) | D     | Adrian Webster     |
| 17 | Scozia (bandiera)      | D     | Dave Gillett       |
| 18 | Inghilterra (bandiera) | A     | John Rowlands      |
| 19 | Paesi Bassi (bandiera) | A     | Tjeert van 't Land |
| 20 | Stati Uniti (bandiera) | A     | Otey Cannon        |
| 22 | Stati Uniti (bandiera) | P     | Ballan Campeau     |
| 26 | Stati Uniti (bandiera) | P     | Paul Gizzi         |
|    | Canada (bandiera)      | P     | Tony Chursky       |
|    | Stati Uniti (bandiera) | A     | Roger Goldingay    |
|    | Canada (bandiera)      | A     | Bruce Miller       |
|    | Stati Uniti (bandiera) | D     | Ed Pitney          |
|    | Stati Uniti (bandiera) | A     | Rich Reinecke      |
|    | Stati Uniti (bandiera) | D     | Dean Wurzberger    |